# Федоровка (Хайбуллінський район)
Фе́доровка (рос. Фёдоровка, башк. Фёдоровка) — село у складі Хайбуллінського району Башкортостану, Росія. Адміністративний центр Федоровської сільської ради.
Населення — 524 особи (2010; 503 в 2002).
Національний склад:
- башкири — 55%
- росіяни — 42%